# Кастельно-де-Монмираль
Кастельно́-де-Монмира́ль (фр. Castelnau-de-Montmiral, окс. Castèlnòu de Montmiralh) — коммуна во Франции, в кантоне Виньобль и Бастид округа Альби, департамент Тарн, Окситания. Входит в список «Самых красивых деревень Франции».
Код INSEE коммуны — 81064.

## География
Коммуна расположена приблизительно в 550 км к югу от Парижа, в 55 км северо-восточнее Тулузы, в 27 км к западу от Альби.

### Климат
Климат умеренно-океанический. Зима мягкая и дождливая, лето жаркое с частыми грозами. Ветры довольно редки.

## Население
Население коммуны на 2010 год составляло 957 человек.
| 1962  | 1968  | 1975  | 1982 | 1990 | 1999 | 2010 |
| ----- | ----- | ----- | ---- | ---- | ---- | ---- |
| 1 238 | 1 215 | 1 037 | 958  | 910  | 897  | 957  |

## Экономика
В 2007 году среди 571 человека в трудоспособном возрасте (15—64 лет) 419 были экономически активными, 152 — неактивными (показатель активности — 73,4 %, в 1999 году было 67,3 %). Из 419 активных работали 394 человека (219 мужчин и 175 женщин), безработных было 25 (10 мужчин и 15 женщин). Среди 152 неактивных 37 человек были учениками или студентами, 67 — пенсионерами, 48 были неактивными по другим причинам.

## Достопримечательности
- Голубятня в замке Мераг (XVI век). Исторический памятник с 1961 года.[5]
- Старые городские ворота Гаррик (XV век). Исторический памятник с 1927 года.[6]
- Дом 1630 года на Народной площади. Исторический памятник с 1927 года.[7]

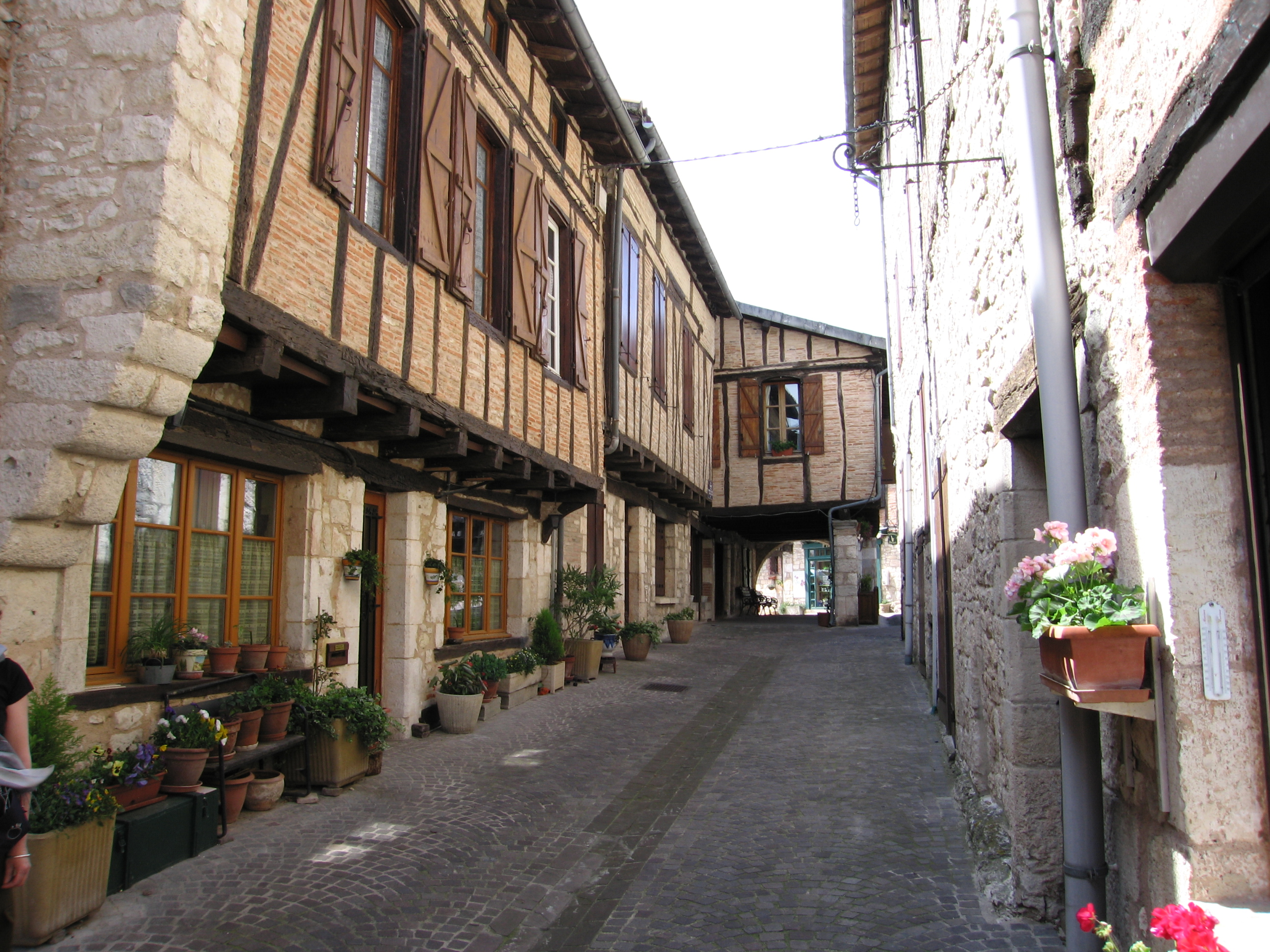
Улица города
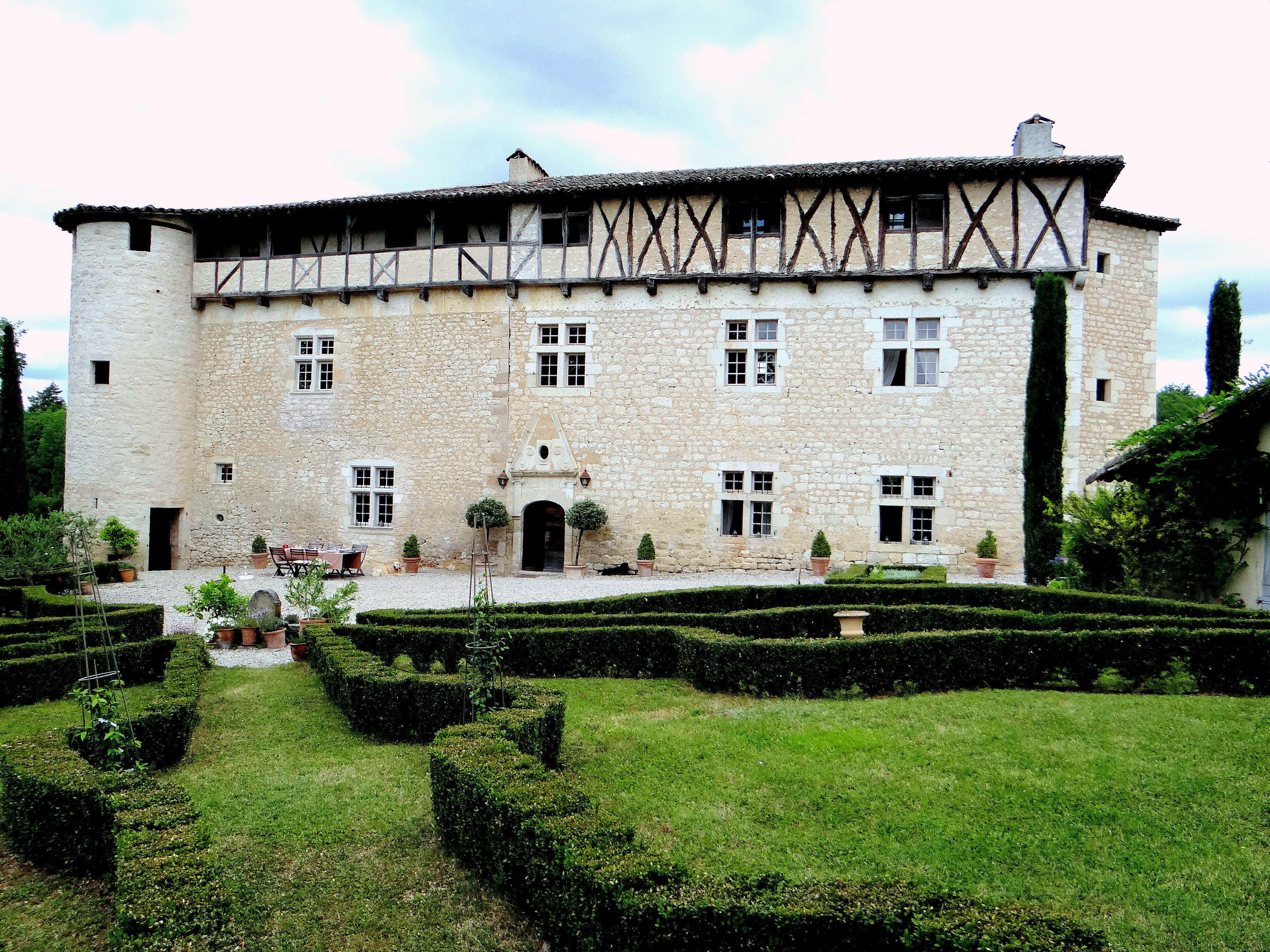
Замок Мераг
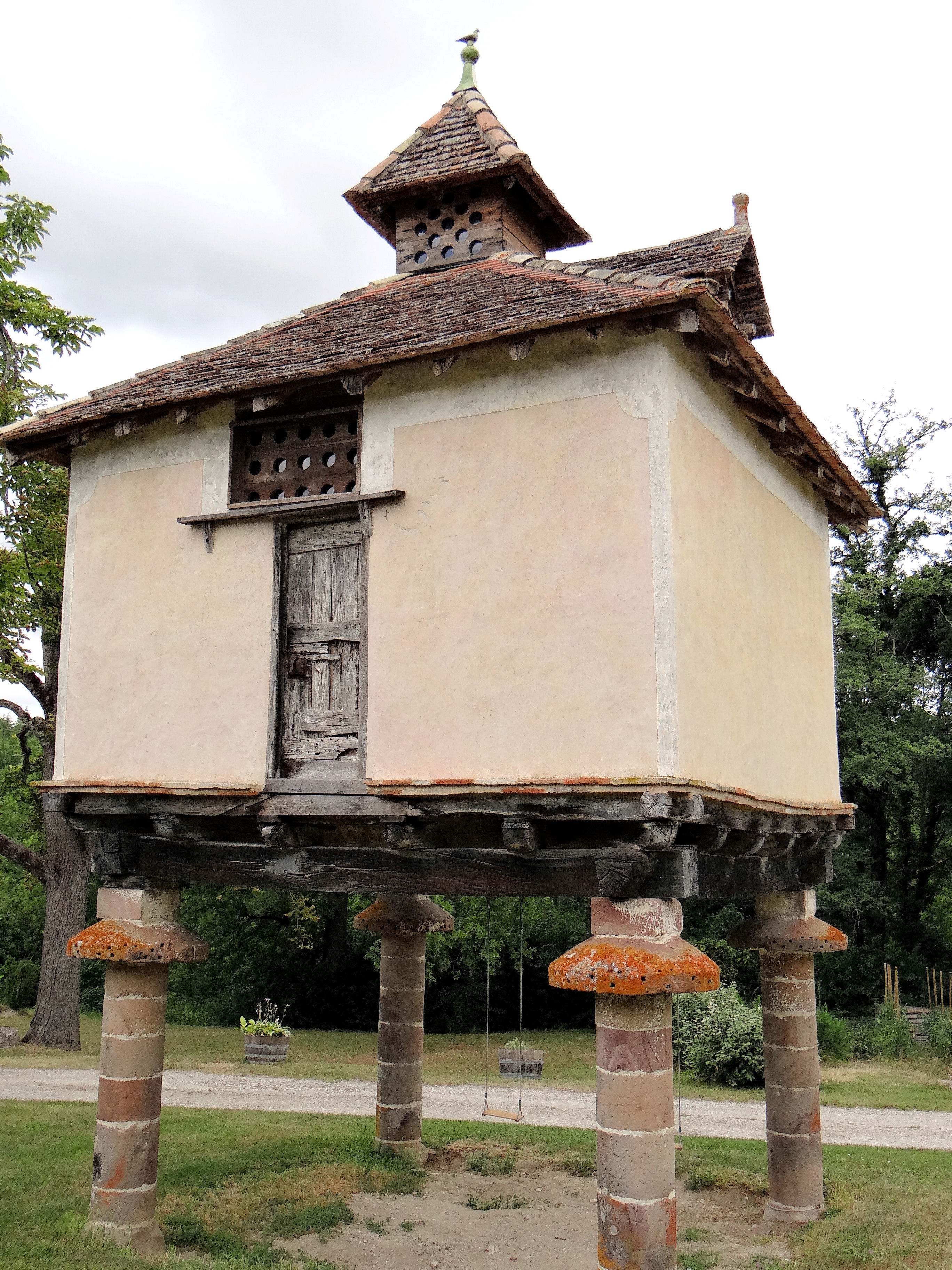
Голубятня в замке Мераг
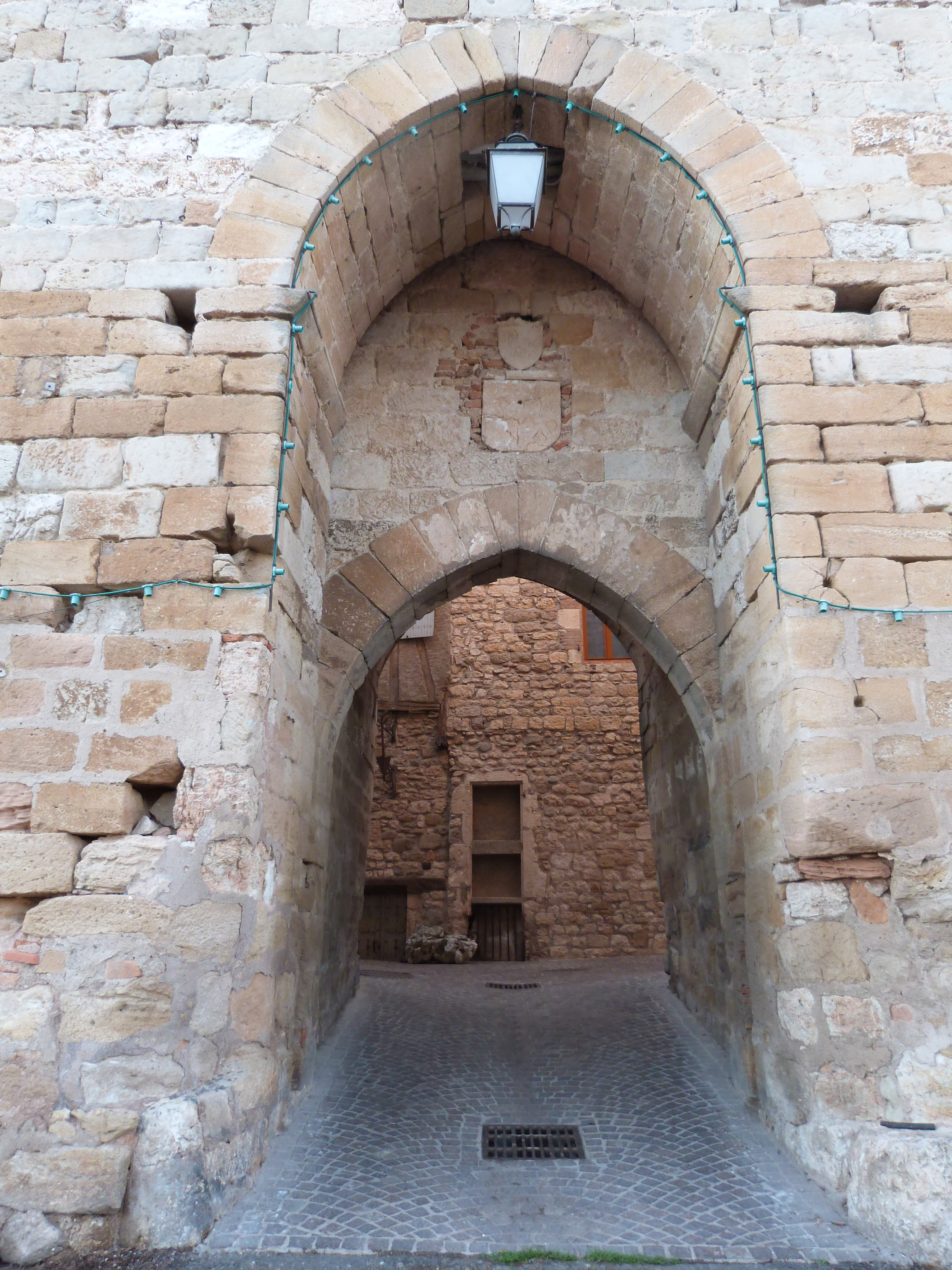
Старые городские ворота Гаррик
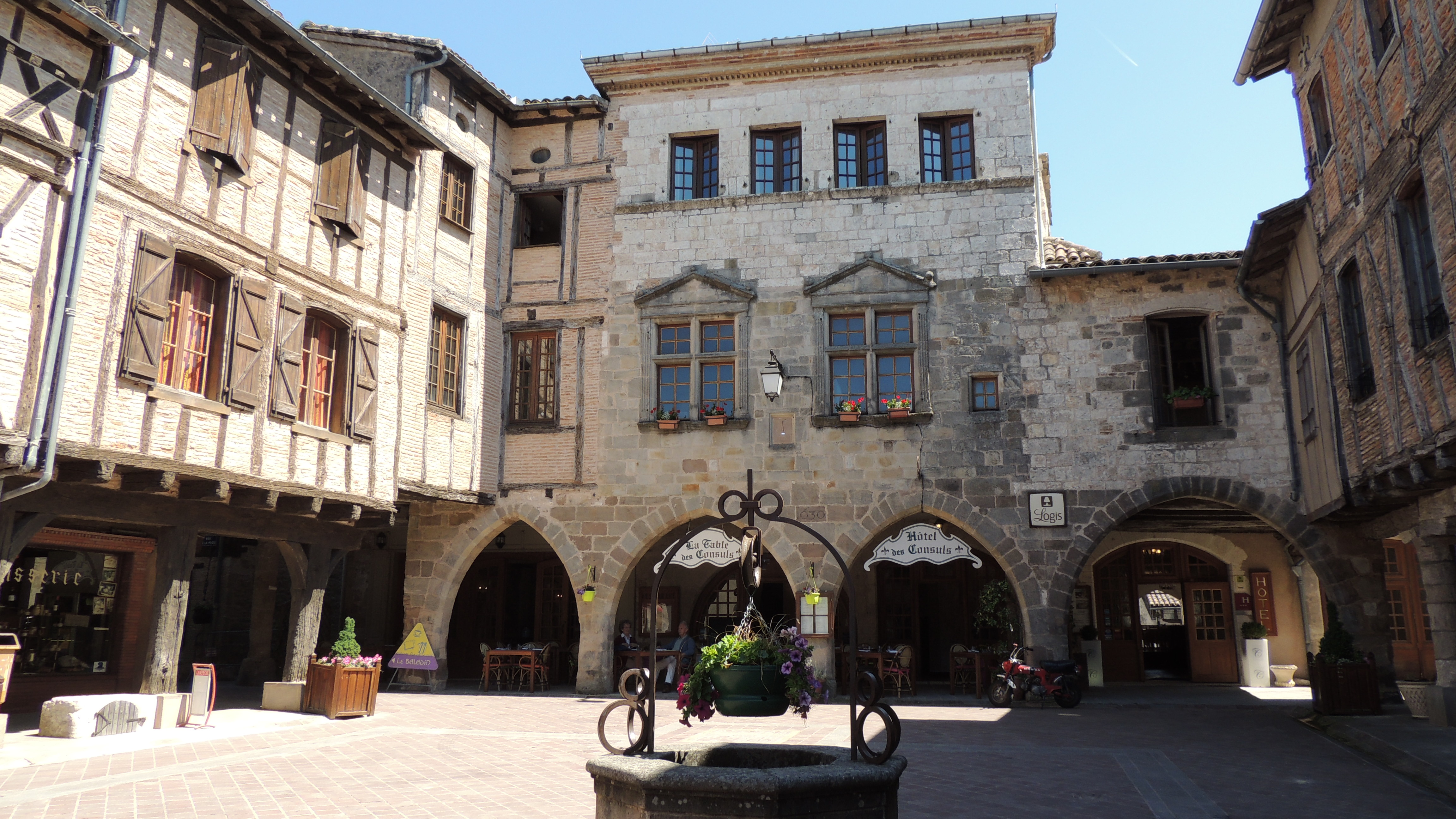
Дом 1630 года на Народной площади